# Otto II. (HRR)

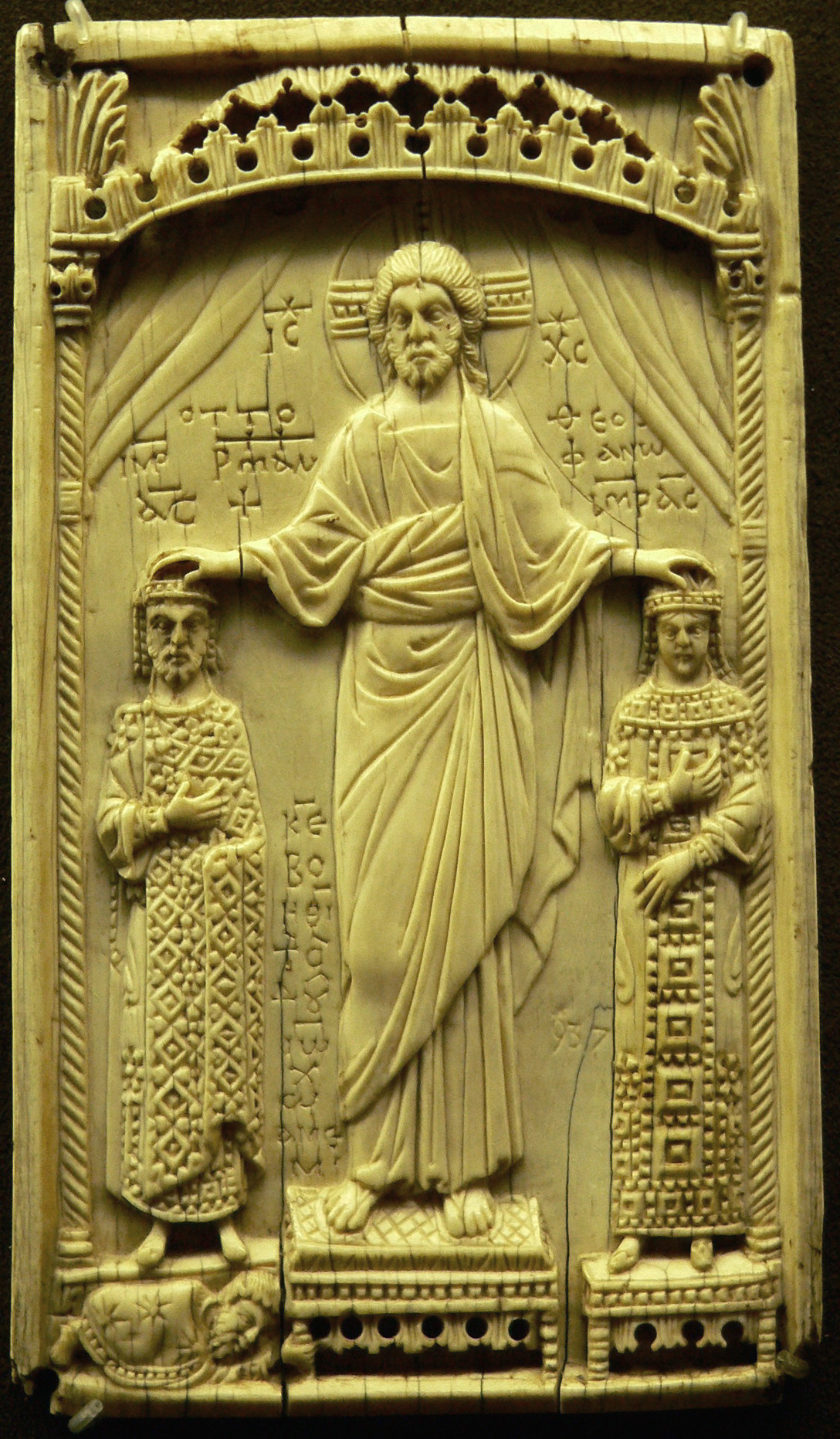
Die wohl von Johannes Philagathos gestiftete Elfenbeintafel (wohl etwa 982/983, Mailand) betont die Gleichrangigkeit zwischen Otto und Theophanu. Sie tragen griechische Gewänder und empfangen ihre Kronen aus den Händen Christi. Erstmals im Abendland werden hier Kaiser und Kaiserin gleich groß dargestellt. Allerdings steht Theophanu auf der weniger vornehmen linken Seite des Heilands.

Otto II. (auch Otto der Rote genannt; * 955; † 7. Dezember 983 in Rom) aus dem Adelsgeschlecht der Liudolfinger war römisch-deutscher Kaiser von 973 bis 983.
Bereits in jungen Jahren wurde Otto durch seinen Vater Otto den Großen 961 zum Mitkönig und 967 zum Mitkaiser bestimmt, um ihm die Nachfolge zu sichern. Als einziger Herrscher in nachkarolingischer Zeit wurde Otto II. bereits zu Lebzeiten des Vaters zum Kaiser erhoben. Als nach 37-jähriger Herrschaft sein Vater verstarb, trat der erst 18-jährige Otto die Alleinherrschaft an.
Während seiner Herrschaft betrieb er eine sukzessive Neuordnung im Süden des Reichs. Durch Ausschluss der bayerischen Linie der Liudolfinger von der Königsherrschaft stärkte er die Königsgewalt und sicherte seinem Sohn die Nachfolge. Der Versuch, ganz Italien in die Reichsherrschaft einzubeziehen, führte zu Konflikten mit den Sarazenen und Byzanz in Süditalien. Ottos Feldzug gegen die Sarazenen endete 982 in einer katastrophalen Niederlage; wenig später folgte mit dem Slawenaufstand von 983 ein herber Rückschlag bei der Christianisierung und Unterwerfung der Slawen. Der plötzliche Tod des Kaisers mit 28 Jahren in Italien und die daraus resultierende Krise des Reiches prägten in der Nachwelt das Bild eines glücklosen Herrschers. Als einziger deutscher Herrscher wurde er in Rom beigesetzt.

## Leben bis zum Herrschaftsantritt

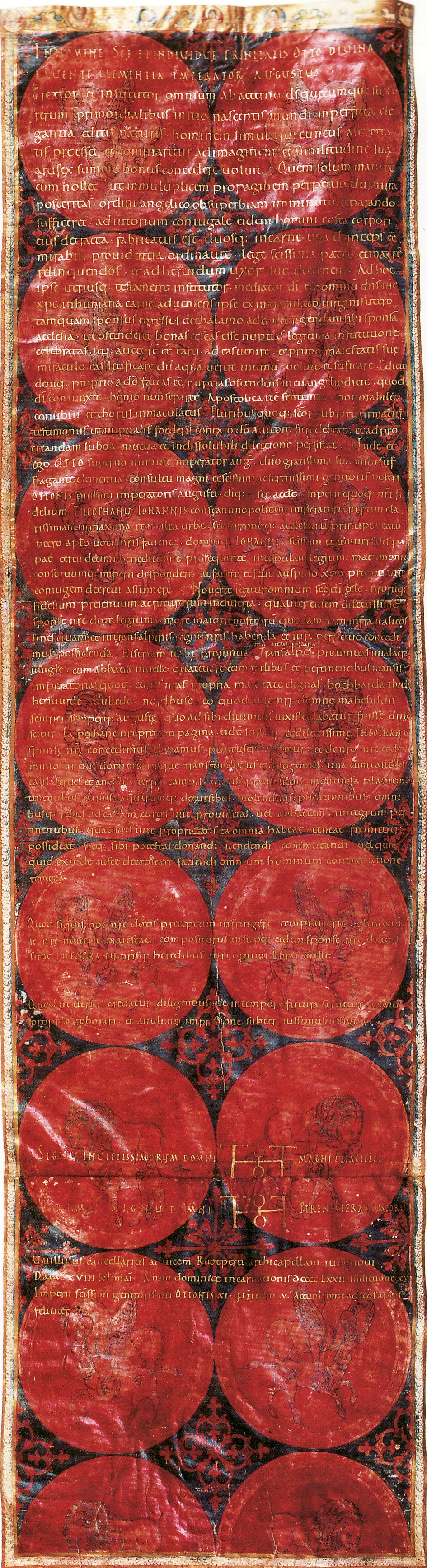
Heiratsurkunde Ottos und Theophanus (Staatsarchiv Wolfenbüttel 6 Urk 11): Mit dieser Urkunde hat Otto seiner Gemahlin umfangreiche Ländereien im Reich und in Italien als Morgengabe zugewiesen. Die Urkunde ist in einer Prunkausfertigung überliefert, bei der der Text in Goldschrift auf einem mit Tierornamenten gemusterten, purpurfarbenen Grund steht.

### Herkunft und Jugend
Otto II. war der Sohn des ostfränkischen Königs Otto I. und dessen zweiter Gattin Adelheid von Burgund. Durch seinen Halbbruder Wilhelm von Mainz, den späteren Bischof Volkold von Meißen und Ekkehard II. von St. Gallen erhielt er eine umfassende literarisch-geistige Bildung. Markgraf Hodo unterwies ihn im Kriegshandwerk und in Rechtsgewohnheiten. Bereits als Sechsjähriger wurde er auf dem Hoftag zu Worms im Mai 961 von seinem Vater bei der Vorbereitung eines Zuges nach Italien zum Mitkönig gewählt und in Aachen gekrönt. Otto I. verstieß damit gegen das Gewohnheitsrecht, denn bis dahin war es im sächsischen Haus üblich gewesen, das Erreichen der Volljährigkeit abzuwarten, bevor man weitere Schritte unternahm. Die Gründe für diese Entscheidung sind nicht überliefert, doch dürften sie mit der risikoreichen Heerfahrt Ottos I. nach Italien zusammenhängen. Da Adelheids erster Gemahl Lothar 931 von seinem Vater in demselben Alter zum Mitkönig gemacht worden war, ist hinter dieser Entscheidung vielleicht auch ihr Einfluss zu vermuten.
Otto II. wurde nach Aachen geleitet, wo ihm die Lothringer huldigten, und von den rheinischen Erzbischöfen Brun von Köln, Wilhelm von Mainz und Heinrich von Trier zum König gesalbt. Die beiden Erzbischöfe Brun und Wilhelm wurden zu Stellvertretern im Reich ernannt, mit denen der junge Otto nördlich der Alpen verblieb. Nach dreieinhalbjähriger Abwesenheit kehrte Ottos Vater Anfang 965 als Kaiser und König von Italien in sein angestammtes Reich zurück. Um der Hoffnung auf dynastische Kontinuität Ausdruck zu verleihen, wurde am 2. Februar 965 in Worms, der Stätte der Königswahl Ottos II., der Jahrestag der Kaiserkrönung gefeiert.

### Thronfolger und Mitregent
In Italien blieb die politische Situation auch nach der Kaiserkrönung Ottos I. instabil. Der kaisertreue Papst Johannes XIII. konnte sich gegenüber dem stadtrömischen Adelsgeschlecht der Crescentier nicht behaupten. Er wurde gefangen genommen, konnte jedoch fliehen und rief den Kaiser um Hilfe an. Nur anderthalb Jahre nach seiner Rückkehr zog Otto I. erneut nach Italien. Annähernd elfjährig war Otto II. seit Ende August 966 wieder auf sich selbst gestellt. Nach dem Tod Bruns verblieb der ältere Halbbruder Wilhelm als alleiniger Regent. Nach der Kaiserkrönung musste Otto der Große auch sein Verhältnis zum älteren oströmisch-byzantinischen Kaisertum klären. Im Zuge der Auseinandersetzung um den Kaisertitel galt es für Byzanz, die staatsrechtliche Situation und die Herrschaftsteilung zwischen den beiden Reichen zu regeln. Faktisch beherrschte Byzanz nur einen kleinen Bereich im Süden der Italienischen Halbinsel. Die Oberhoheit über die beiden Fürstentümer Capua und Benevent war seit langem umstritten. Ein Ehebündnis zwischen den beiden Mächten sollte sowohl das Zweikaiserproblem lösen als auch den Umfang des jeweiligen Herrschaftsbereichs in Italien im Rahmen eines Freundschaftsbündnisses klären. Gewahrt werden musste dabei auch das Prestige der beiden Parteien. In Ottos I. politischem Denken bildete die Kaiserkrönung seines Sohnes eine wichtige Voraussetzung für die angestrebte Ehe mit einer purpurgeborenen byzantinischen Kaisertochter. Otto versprach sich von der Eheverbindung mit der ruhmreichen makedonischen Dynastie offensichtlich Legitimation und Glanz für seinen Sohn und sein Haus. Um seine dynastischen Pläne zu fördern, forderte Otto in einem gemeinsam mit dem Papst verfassten Schreiben seinen Sohn auf, im Herbst 967 nach Rom zu reisen, um mit ihnen Weihnachten zu feiern. Über die Vorkehrungen, die für die Dauer der Abwesenheit getroffen wurden, ist nichts bekannt. Die Abberufung nach Italien verhinderte allerdings die Entstehung einer auf ihn zugeschnittenen Klientel im sächsischen Adel. Durch den Weggang Ottos II. nach Italien und den Tod Wilhelms von Mainz im März 968 und der Königin Mathilde entstand in Sachsen ein Machtvakuum. Dies blieb nicht ohne Folgen für die Herrschaftskonzeption: Erstmals seit 919 wurde die königliche Präsenz in Sachsen für einen längeren Zeitraum unterbrochen.
Otto trat von Augsburg aus den Zug über den Brenner an. Im Oktober 967 trafen Vater und Sohn in Verona zusammen und zogen gemeinsam über Ravenna nach Rom. Am 25. Dezember 967 wurde Otto II. in Rom zum Mitkaiser gekrönt. Damit war die Weitergabe des von seinem Vater geschaffenen Imperiums und der Kaiserkrone gesichert. Die Verhandlungen für die Vermählung Ottos II. mit einer byzantinischen Prinzessin begannen 967, doch erst 972 wurde ein Heirats- und Friedensabkommen geschlossen. Die einzige im Purpur geborene Braut, die für den 955 geborenen Otto II. aus Altersgründen in Frage kam, war Anna, die Tochter des Kaisers Romanos’ II. Doch fiel die Wahl des Kaisers Johannes Tzimiskes auf seine Nichte Theophanu, die nur eine angeheiratete Nichte eines Soldatenkaisers war. Am 14. April 972 wurde die nicht purpurgeborene Theophanu mit Otto vermählt und zur Kaiserin gekrönt. Dies bedeutete die Anerkennung des westlichen Kaisertums durch Byzanz. Dadurch entspannte sich die Situation in den südlichen Teilen Italiens, ohne dass über eine konkrete Neuordnung der dortigen Verhältnisse etwas bekannt ist. Mit einer Prunkurkunde wies der Mitkaiser seiner Gemahlin die Grafschaften Istrien und Pescara, Walcheren und Wichelen mit der reichen Abtei Nivelles samt 14.000 Hufen, die Königshöfe Boppard am Rhein, Tiel am Waal, Herford, Tilleda und Nordhausen in Sachsen als Mitgift zu.
Auch nach der Kaiserkrönung blieb Otto im Schatten seines übermächtigen Vaters. Ihm wurde administratives Handeln in eigener Verantwortung verwehrt. Anders als dessen früher Sohn Liudolf, der 950 das Herzogtum Schwaben erhalten hatte, wurde Otto von seinem Vater nach dem Eintritt in die Mündigkeit kein abgegrenzter Bereich eigener Zuständigkeit überlassen. Nach der Kaiserkrönung blieb er auf den nordalpinen Teil des Reichs beschränkt. Die von Otto II. benutzten Kaisersiegel bis zum Jahre 973 fielen schon in den äußeren Proportionen kleiner aus als diejenigen des Vaters. Der junge Kaiser erhielt keine eigene Kanzlei und auch die inhaltliche Reichweite seiner wenigen Königsurkunden blieb gering. Im August 972 kehrte Otto II. nach fünf Jahren Abwesenheit mit seinen Eltern in die Heimat zurück. In den folgenden neun Monaten, in denen der Vater noch lebte, sind sechzehn Privilegien von Otto I., aber nur vier von Otto II. überliefert. In den ersten beiden Urkunden tritt der Sohn in der Intitulatio als Coimperator Augustus auf, wodurch man beide Kaiser zumindest im Titel auf eine Stufe stellte. Doch wurde dieser Titel in den folgenden Urkunden wieder fallen gelassen.

## Der Kaiser Otto II.

### Herrschaftsantritt
Als Otto der Große am 7. Mai 973 starb, waren die Weichen für eine reibungslose Nachfolge schon lange gestellt. Otto II. war seit zwölf Jahren König und seit mehr als fünf Jahren Kaiser. Anders als sein Vater hatte er auch keinen Bruder, der ihm die Herrschaft hätte streitig machen können. Am Morgen des 8. Mai wurde ihm von den anwesenden Großen gehuldigt. Widukind parallelisiert diese „Wahl zum Oberhaupt“ mit dem Herrschaftsantritt seines Vaters 936 in Aachen. Als eine seiner ersten Handlungen bestätigte Otto am 3. und 4. Juni die Besitzungen und Rechte des Erzbistums Magdeburg. In den ersten drei Monaten seiner Herrschaft traf Otto mit den Erzbischöfen des Reiches, den Herzögen und vielen Bischöfen zusammen. Er besuchte die Zentralorte des Königtums in Sachsen, Franken und Niederlothringen. Über Werla und Fritzlar zog er nach Worms, wo der erste große Hoftag einberufen wurde. Auf dem Wormser Hoftag begrüßten ihn die Erzbischöfe Dietrich von Trier, Adalbert von Magdeburg, Friedrich von Salzburg, die Bischöfe Dietrich von Metz, Wolfgang von Regensburg, Abraham von Freising und Pilgrim von Passau. Einen Monat später fand in Aachen am Ort der Königskrönung ein weiterer Hoftag statt. In Magdeburg feierte Otto das Fest des heiligen Laurentius.

### Aufstand im Reich
Obwohl der Herrschaftsübergang äußerlich reibungslos abgelaufen war, musste über die zukünftige Verteilung von Macht neu entschieden werden. Die Probleme aus den Jahren 963 bis 972 waren beim Tod seines Vaters nicht gelöst. In der sächsischen Adelslandschaft bestanden die Widerstände gegen die Gründungen der Bistümer an der Ostgrenze unter Otto dem Großen fort. Die Regelung vieler Details, von der genauen Grenzziehung bis zur Ausstattung der Bistümer, blieb Otto II. und seinen Helfern überlassen. Die Vermählung mit einer byzantinischen Prinzessin erwies sich nun als Nachteil, denn sie veränderte nicht die Königsnähe der einflussreichen sächsischen Familien. Möglicherweise stieß die Gemahlin Ottos in Sachsen auch auf größere Ablehnung. Unter seinen Beratern besaß nur Bischof Dietrich von Metz aus der älteren Generation eine herausragende Stellung. Bei seinen anderen Beratern handelte es sich meist um Personen, die nicht unbedingt Rückhalt in mächtigen Verwandtschaftskreisen besaßen. Willigis war, obwohl er nicht aus einer angeseheneren Familie entstammte, bereits mit dem jungen Mitkaiser in Italien gewesen und seit 971 Erzkanzler. Im Jahre 975 wurde er von Otto zum Erzbischof von Mainz erhoben. Auch Hildebald, der 977 die Leitung der Kanzlei erhielt und dem 979 zusätzlich das Bistum Worms übergeben wurde, gehörte nicht zu einer der ersten Familien des Reiches.
Die unsicheren Verhältnisse in Italien waren von Otto I. nicht geklärt worden. In Rom erhoben die Crescentier gegen den 972 gewählten Papst Benedikt VI. den Gegenpapst Bonifaz VII. Wenig später wurde Benedikt in der Engelsburg ermordet. Durch den Herrscherwechsel musste das Verhältnis zu auswärtigen Königen und Fürsten neu austariert werden. In den ersten sieben Jahren war Otto damit beschäftigt, die königliche Macht gegenüber inneren und äußeren Gegnern zu behaupten. Die Konflikte in den Anfangsjahren führten zu einer Änderung der Titulatur, auch, weil ein Leibeserbe zunächst fehlte. Am 29. April 974 tauchte für die Kaiserin die neue Titulatur Coimperatrix Augusta auf. Sie sollte Theophanu nach byzantinischem Vorbild bei einer Thronvakanz das Recht zur Nachfolge sichern. Theophanu beanspruchte damit einen Titel, den vor ihr und nach ihr keine zweite lateinische Kaiserin führte. In dieser Zeit vollzog Otto eine grundlegende Neuordnung der Besitzverhältnisse unter den Frauen des kaiserlichen Hofes. Theophanu erhielt reichen Besitz in Nordhessen und in Thüringen, unter anderem die Königshöfe Eschwege und Mühlhausen. Auch Ottos Schwester Mathilde von Quedlinburg und seine Mutter, die Kaiserin Adelheid, empfingen Schenkungen, allerdings weniger als seine Gattin.

#### Der Konflikt mit Heinrich dem Zänker

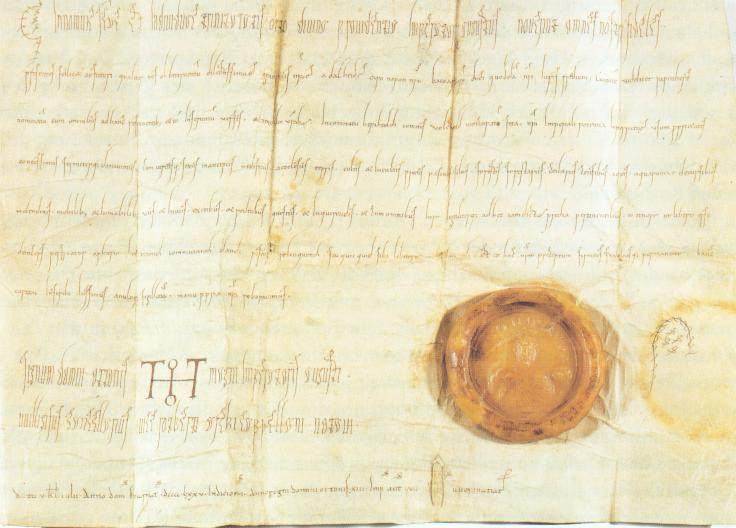
Urkunde Kaiser Ottos II. über die Schenkung der Königsburg Bamberg samt Zubehör und des Ortes Stegaurach an Heinrich den Zänker.

Um mit der jüngeren Linie der Nachkommen des Dynastiegründers Heinrich I. einen Ausgleich zu schaffen, schenkte Otto II. am 27. Juni 973 seinem Vetter, Herzog Heinrich dem Zänker von Bayern, die ottonische Königsburg Bamberg und den Ort Stegaurach mit allem Zubehör. Dennoch versuchte Heinrich der Zänker in Bayern die ihm von Otto I. eingeräumte königsgleiche Stellung zu intensivieren und seinen Einfluss auf Schwaben auszuweiten. Nach dem Tod des Bischofs Ulrich von Augsburg am 4. Juli 973 war Abt Werner von Fulda, ein Vertrauter von Otto I. und wichtiger Berater Ottos II., als Nachfolger vorgesehen. Doch betrieben Heinrich der Zänker und sein Schwager Burchard III. von Schwaben ohne Rücksprache mit Otto und unter Täuschung des Domkapitels die Erhebung von Heinrichs gleichnamigem Vetter zum neuen Augsburger Bischof. Dieser Wahl stimmte Otto II. nachträglich zu. Am 22. September 973 wurde der neue Bischof Heinrich in Bothfeld investiert.
Nach dem Tod des Herzogs Burchard von Schwaben am 11. oder 12. November 973 sah sich dessen Witwe Hadwig als Erbin der Herzogsgewalt. Doch Otto setzte sich über ihre Ansprüche hinweg und bestimmte seinen Neffen Otto zum Nachfolger, den Sohn seines Halbbruders Liudolf, einen Gegner der bayerischen Liudolfinger. Otto wich damit nicht von dem Prinzip ab, wichtige Würden im Reich mit Verwandten des Kaiserhauses zu besetzen.
In dieser Zeit scheint es aber zum Zerwürfnis zwischen Otto und seiner Mutter Adelheid gekommen zu sein. Sie hatte ihren Sohn seit der Beisetzung Ottos I. bis Ostern 974 ständig auf dem Umzug im Reich begleitet; in mehr als 46 Diplomen wird sie als Intervenientin genannt. Danach setzen die Zeugnisse aus. Ein letztes Zusammentreffen kurz vor Pfingsten (31. Mai) wohl zur gütlichen Verständigung mit Adelheid, Herzog Heinrich und dessen Berater, Bischof Abraham von Freising, scheiterte. Adelheid zog sich von Ottos Hof zurück. Da sie jedoch erst 978 in ihre burgundische Heimat zurückkehrte, könnten noch zusätzliche Konflikte zum Zerwürfnis mit ihrem Sohn beigetragen haben.
Die Herzogserhebung Ottos fasste Heinrich der Zänker offensichtlich als Angriff auf seine königsgleiche Stellung auf. Er und sein Berater Bischof Abraham von Freising verschworen sich mit den Herzögen Mieszko von Polen und Boleslaw von Böhmen gegen den Kaiser. Ihre Ziele werden von den Quellen nicht überliefert. Wahrscheinlich beabsichtigte Heinrich zunächst nur die Wiederherstellung seines honor und seiner Stellung neben Adelheid als einflussreichster Berater. Als Reaktion auf die Verschwörung sandte Otto den Bischof Poppo von Würzburg und den Grafen Gebhard zu Heinrich dem Zänker und lud ihn und alle seine Anhänger zu einem Hoftag. Sollten diese sich weigern, wurde ihnen die Exkommunikation angedroht. Diese offene Drohung war ein deutlicher Unterschied zu den zur Zeit Ottos I. üblichen Verhaltensweisen. Der Aufforderung leistete Heinrich Folge. Er unterwarf sich Otto, noch bevor es zu bewaffneten Auseinandersetzungen kam. Dennoch wurden beide hart bestraft. Der Herzog wurde in Ingelheim inhaftiert, Bischof Abraham von Freising in Corvey.
976 kehrte Heinrich nach Bayern zurück. Ob er aus der Haft entlassen worden oder geflohen war, ist nicht bekannt. Er führte sogleich den Konflikt gegen Otto fort; angeblich beanspruchte er die Herrschaft Ottos. Heinrich setzte nicht nur Regensburg in Verteidigungsbereitschaft, sondern mobilisierte auch im sächsischen Adel seinen starken Anhang, zu dem der Markgraf Gunther von Merseburg, Ekbert der Einäugige und der Wettiner Dedi gehörten. Otto zog daraufhin mit einem Heer nach Bayern und belagerte Regensburg, wo sich Heinrich verteidigte. Die Bischöfe im kaiserlichen Heer exkommunizierten den Herzog. Der Belagerung konnte Heinrich nicht standhalten, und er floh zum Böhmenherzog Boleslaw.
In Regensburg traf Otto im Juli 976 weitreichende Entscheidungen zur Neuordnung der süddeutschen Herzogtümer. Bayern wurde in seinem territorialen Bestand um fast ein Drittel verkleinert. Als Folge dieser Maßnahme wurde das Herzogtum Kärnten neu geschaffen. Durch Entzug der Grafschaften Verona und Friaul büßten die bayerischen Herzöge auch ihren erheblichen Einfluss in Oberitalien und auf die königliche Italienpolitik ein. Durch die Einsetzung seines Neffen Otto von Schwaben und des Luitpoldingers Heinrich förderte Otto aber auch Leute, die nicht zu den Begünstigten seines Vaters gehört oder gar gegen ihn gekämpft hatten.
Ein erster Zug nach Böhmen scheiterte, doch gelang es Otto durch einen weiteren Zug, Boleslaw im August 977 zur Unterwerfung zu zwingen. Währenddessen hatte Heinrich der Zänker mit böhmischer Unterstützung und seinem luitpoldingischen Verwandten Heinrich von Kärnten, den soeben erhobenen Herzog in Kärnten, Passau besetzt. Auch Bischof Heinrich von Augsburg hatte sich der Erhebung angeschlossen. Otto zog deshalb von Böhmen nach Passau und konnte nach langer Belagerung seine Gegner zur Unterwerfung zwingen. Die Aufständischen wurden aufgefordert, zum Osterhoftag 978 (31. März) in Quedlinburg zu erscheinen. Boleslaw wurde ehrenvoll behandelt, gelobte Treue und wurde mit königlichen Geschenken geehrt. Bischof Heinrich wurde ins Kloster Werden geschickt und nach vier Monaten wieder freigelassen. Heinrich der Zänker kam jedoch bis zum Tode Ottos nicht mehr frei. Er wurde zu Bischof Folcmar in Utrecht in Haft geschickt.
Während Ottos Vater seinen aufsässigen Bruder immer wieder in Gnaden aufgenommen hatte, verfolgte Otto II. eine andere Politik. Er griff massiv in die Struktur des bayerischen Regnums ein und strebte eine hierarchische Unterordnung des Herzogs unter die kaiserliche Autorität an. Der Sohn des Zänkers, der spätere Kaiser Heinrich II., wurde der Hildesheimer Domschule zur Ausbildung für die geistliche Laufbahn übergeben. Offenbar beabsichtigte Otto, die weltliche Herrschaft der bayerischen Liudolfinger endgültig zu beenden. In Bayern musste Otto die Macht neu verteilen. Otto von Schwaben behielt das verkleinerte Bayern. Das neue Herzogtum Kärnten wurde an den salischen Neffen Otto von Worms vergeben. In Bayern und Kärnten walteten nun Herzöge, die keine eigene Machtbasis in ihrem Amtsbereich besaßen. Zu Ottos Neuordnung im Südosten gehörte auch die bereits von seinem Vater seit 973 betriebene Gründung des Bistums Prag im Jahre 976, das in die Kirchenprovinz seines Vertrauten Willigis von Mainz eingegliedert wurde. Durch diese Maßnahme entzog er Böhmen dem kirchlichen Einflussbereich Regensburgs und damit dem Zugriff des Herzogs von Bayern. Als ersten Bischof ernannte er den Corveyer Mönch Dietmar. Bayern blieb jedoch auch unter Otto eine Fernzone der Königsherrschaft. Der Kaiser suchte Bayern lediglich dreimal auf; in allen Fällen standen diese Besuche unter kriegerischen Vorzeichen.

#### Kämpfe mit dem Dänenkönig Harald Blauzahn
Der Dänenkönig Harald Blauzahn hatte die Oberhoheit Ottos des Großen anerkennen müssen und war zum Christentum übergetreten. Gegenüber Ottos Vater hatte Harald alle seine Verpflichtungen erfüllt und Tribut entrichtet. Mittlerweile hatte er jedoch seine Herrschaft über Norwegen ausgedehnt. Angesichts seines Altersvorrangs und seiner gesteigerten Macht war er nicht bereit, dem jungen Herrscher wie einst dem Vater zu dienen. Möglicherweise wollte er seine Abhängigkeit vom Reich abschütteln. Im Sommer 974 fiel er in Nordalbingien ein. Von norwegischen Scharen unter Jarl Hakon unterstützt, drang er über den dänischen Schutzwall, das Danewerk, nach Süden vor. Ein erster Gegenangriff Ottos scheiterte vor dem von Jarl Hakon und den Norwegern zäh verteidigten Danewerk. Erst im Herbst, als die Norweger wieder nach Norden abgesegelt waren, gelang Otto der Durchbruch. Eine prestigeträchtige Symbolhandlung beendete die Kämpfe: Durch ein kastellartiges Tor im dänischen Befestigungswall hatte der Kaiser jederzeit Zugang zum Königreich Haralds. Doch ist Harald auf keinem Hoftag Ottos nachzuweisen. Die 974 errichteten Burgen wurden nach der schweren Niederlage Ottos in Süditalien wieder zerstört.

#### Konflikt im Westen des Reiches

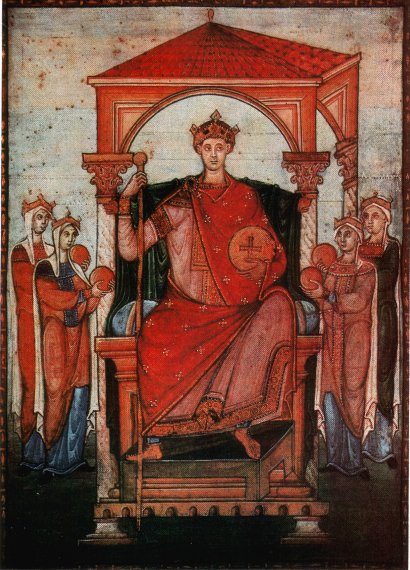
Gregormeister: Kaiser Otto II., Einzelblatt aus einem Registrum Gregorii, Trier nach 983. Chantilly, Musée Condé, Ms. 14 bis. Der Kaiser thront unter einem von Säulen getragenen Baldachin. Otto empfängt die Huldigung der durch Frauengestalten symbolisierten Provinzen Germania, Francia, Italia und Alamannia. Das Bild dokumentiert den Herrschaftsanspruch des Kaisers über das Abendland.

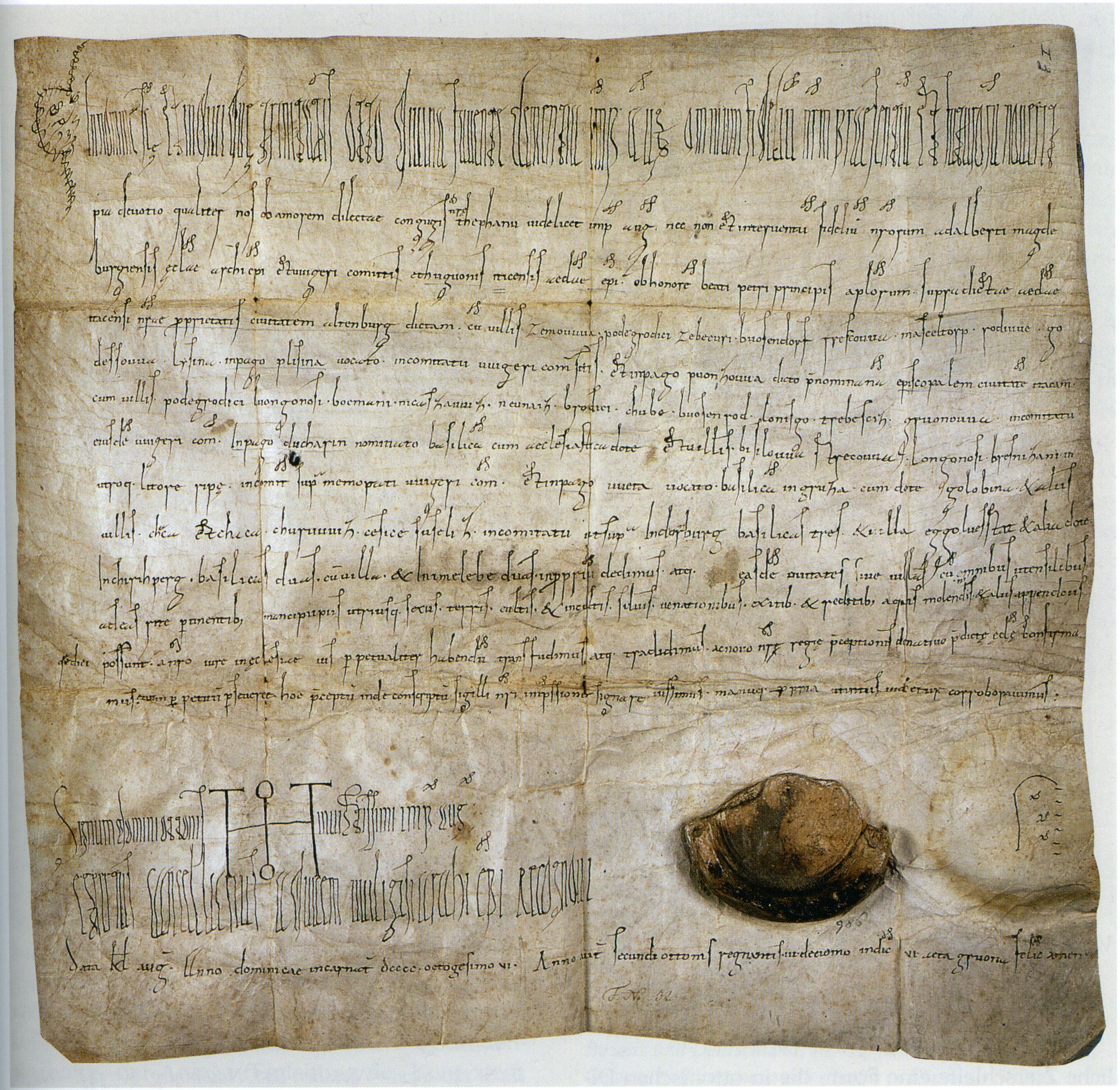
Diplom Ottos II. für das Bistum Zeitz, 1. August 976 (?). Naumburg, Domstiftsarchiv, Nr. 1

Bereits vor den Konflikten im Süden des Reiches war es zu Streitigkeiten im Westen gekommen. Die Brüder Reginar IV. und Lambert aus der lothringischen Herzogsfamilie der Reginare nahmen 973 den Kampf um ihr väterliches Erbe auf. Ihr Vater Reginar III. hatte 958 nach einer Empörung gegen den König alle Güter verloren und war zu lebenslangem Exil beim Böhmenherzog verurteilt worden. Otto II. hatte 973 anlässlich der Huldigung der lothringischen Großen Ämter und Lehen vergeben oder neu bestätigt. Offenbar hielt Otto an der Entscheidung seines Vaters fest und enttäuschte somit die beiden Söhne, die sich Hoffnungen auf einen versöhnlichen Neubeginn gemacht hatten. Reginar und Lambert kehrten im Herbst 973 zurück, um sich ihr Erbe gewaltsam zurückzuholen. 976 wiederholten sie den Versuch; unterstützt wurden sie dieses Mal vom westfränkischen König Lothar. Um die Situation in Lothringen zu beruhigen, wurde auf einem Hoftag Mitte Mai 977 in Diedenhofen Reginar und Lambert der alte Familienbesitz zurückerstattet. Außerdem wurde der Karolinger Karl mit dem Herzogtum Niederlothringen belehnt und der Kanzler Egbert zum Erzbischof von Trier eingesetzt.
Als sich im Juni 978 Otto mit seiner Gemahlin in Aachen aufhielt, fiel überraschend Lothar in Niederlothringen ein. Der Grund könnte die Ernennung seines Bruders Karl zum Herzog von Lothringen gewesen sein, da Lothar mit ihm in unversöhnlichem Streit stand. Otto soll so überrascht gewesen sein, dass er sich zu Pferd vom Herannahen des westfränkischen Heers überzeugte. Das Kaiserpaar konnte sich durch Flucht nach Köln retten. Doch Lothar sicherte sich in Lothringen weder Machtpositionen noch versuchte er, die Herrschaft zu ergreifen. Er beließ es bei einer symbolträchtigen Demonstration: Seine Krieger drehten einen auf der Pfalz Karls des Großen angebrachten Adler in die entgegengesetzte Richtung. Bei der Reichsversammlung in Dortmund Mitte Juli ließ Otto einen Feldzug gegen das Westfrankenreich beschließen. Noch im Herbst desselben Jahres wurde das Unternehmen begonnen. Otto sammelte ein Heer und fiel nun in das Westreich ein. Er verwüstete dabei die Orte Attigny, Soissons und Compiègne. Die Belagerung von Paris musste er wegen des Wintereinbruchs abbrechen. Der Kaiser begnügte sich damit, auf dem Montmartre das Heer zu einer Siegesfeier antreten zu lassen und durch die Geistlichkeit das Halleluja anzustimmen. Durch den Feldzug nach Paris hatte Otto seine Ehre wiederhergestellt. 980 kam es zu Verhandlungen über eine Aussöhnung. Beide Herrscher trafen in Margut zusammen und stellten den Frieden durch ein Freundschaftsbündnis (amicitia) wieder her. Otto zog von dort nach Aachen, wo er über Pfingsten Hof hielt. Von Aachen wandte er sich nach Nimwegen. Auf dem Weg dorthin gebar die Kaiserin Ende Juni oder Anfang Juli im Königsforst Kessel bei Kleve – nach den drei Töchtern Adelheid, Sophia und Mathilde – den Thronfolger Otto (III.). Danach kehrte Otto nach Sachsen zurück, wo er Memleben eine große Stiftung vermachte.

### Italienpolitik
Nachdem Otto II. seine Herrschaft nördlich der Alpen gefestigt hatte, und nach der Geburt des Thronfolgers, rückte Italien in den Mittelpunkt. 979 war die Stellung des Papstes Benedikt VII. bedroht, der sich aus Rom zurückziehen musste und sich an den Kaiser wandte. Otto II. reiste mit Theophanu und seinem Sohn Otto, jedoch ohne größeres Heer nach Italien. Als Stellvertreter im Reich wurde der Mainzer Erzbischof Willigis ernannt. Im fränkischen Bruchsal wurden im Oktober 980 letzte Regelungen für die Gebiete nördlich der Alpen getroffen und erste italienische Delegationen empfangen. Der Kaiser zog mit seinem Gefolge von Chur und Chiavenna nach Italien. Erstmals auf italienischem Boden ist Otto in Pavia am 5. Dezember 980 bezeugt. Dort erfolgte die Versöhnung des Kaisers mit seiner Mutter Adelheid. In dieser Zeit war auch der Erzbischof Adalbero von Reims im Gefolge mit Gerbert von Aurillac, einem der berühmtesten Gelehrten seiner Zeit, gekommen. Der ganze Hof fuhr nach Pavia, um dort das Weihnachtsfest zu feiern. In Ravenna eröffnete der Kaiser ein wissenschaftliches Streitgespräch über die Einteilung der Wissenschaften zwischen Gerbert und dem ehemaligen Leiter der Magdeburger Domschule, Ohtrich, der in dieser Zeit Dienst in der Hofkapelle tat. Ohtrich war Gerbert wissenschaftlich wohl nicht gewachsen. Um seinem Kapellan die Schmach einer Niederlage zu ersparen, beendete der Kaiser den Disput vorzeitig. In Rom traf er um den Fastenbeginn ein (9. Februar 981). Offenbar ohne Schwierigkeiten konnte Otto Papst Benedikt VII. nach Rom zurückführen. Der Gegenpapst floh nach Byzanz. In Rom wurde zu Ostern 981 ein prunkvoller Hoftag abgehalten, zu dem sich beide Kaiserinnen und Ottos Schwester Mathilde, dazu König Konrad von Burgund und dessen Gemahlin Mathilde, ferner Herzog Hugo Capet von Franzien, Herzog Otto von Schwaben, sowie hohe weltliche und geistliche Würdenträger aus Deutschland, Italien und Frankreich trafen. In der Sommerhitze zog sich Otto mit seinem Hof zunächst an den Südrand des Apennin zurück, dann im August in die zentralen Abruzzen auf die Bergfeste Rocca de Cedici an der Straße von Celano nach L’Aquila.
In seiner Kaiser- und Italienpolitik ging Otto über die von seinem Vater beschrittenen Bahnen hinaus. Nach den St. Gallener Annalen sei er mit dem von seinem Vater Erreichten unzufrieden gewesen (Otto imperator non contentus finibus patris sui). Der Einfluss Theophanus auf Ottos Süditalienpolitik wird in der Forschung kontrovers diskutiert. Seine Kaiseridee gründete sich nicht nur auf die Herrschaft in und über Rom oder auf die Zusammenarbeit mit dem Papsttum, sondern zielte auf die uneingeschränkte Herrschaft über ganz Italien. Auffälligstes Zeichen einer Herrschaftsintensivierung im langobardischen Süden ist nach der Untersuchung von Dirk Alvermann die gestiegene Bedeutung Salernos. Über die Stadt hatte das ottonische Königtum einen zweifachen direkten Zugang nach Kalabrien über den Vallo di Diano und die Via Popilia. Der Kaiser suchte Salerno häufig und zu bedeutenden Anlässen auf. Zudem bemühte er sich, die Region auch kirchenpolitisch an seine Herrschaft zu binden. Salerno diente als Ausgangs- und Endpunkt des Heereszuges nach Apulien. Seinen Anspruch auf die Herrschaft über Süditalien untermauerte er durch die Annahme eines neuen Titels: „Romanorum Imperator Augustus“ („erhabener Kaiser der Römer“). Otto strebte die vollständige Unterwerfung Süditaliens unter seiner Kaiserherrschaft an. Doch dies bedeutete notwendigerweise Krieg mit Byzanz und den Sarazenen, die Süditalien als ihren Machtbereich beanspruchten. In Byzanz hatte es allerdings innere Wirren um die Herrschaft gegeben. Kaiser Johannes Tzimiskes war 976 gestorben. Seine Familie, zu der auch Ottos Gemahlin Theophanu gehörte, wurde von den neuen Machthabern verfolgt. Dafür rückten seit 976 die Sarazenen immer weiter nach Kalabrien vor.
Im Sommer 981 starb Adalbert, der erste Erzbischof von Magdeburg. Von Italien aus erhob Otto mit dem Merseburger Bischof Giselher, einen seiner wichtigsten Berater, zu dessen Nachfolger und hob zugleich das Bistum Merseburg auf. Seine Besitzungen wurden teils an Halberstadt übertragen und teils dazu verwendet, die Bistümer Zeitz und Meißen zu stärken. Da ein Wechsel von einem Bischofssitz auf einen anderen nach kanonischem Recht verboten war, schuf eine römische Synode am 10. November 981 die Voraussetzung für eine Translation.
In Auseinandersetzung mit den byzantinischen Amtsträgern in Süditalien hatte der langobardische Fürst (princeps) Pandulf Eisenkopf zur Zeit Ottos I. einen Machtbereich aufgebaut, der das Fürstentum Capua, das Herzogtum Benevent, das Herzogtum Spoleto und die Markgrafschaft Camerino umfasste. Pandulf hatte Otto I. gehuldigt, war jedoch im Frühjahr 981 gestorben. Damit hatte der Kaiser eine der wichtigsten Stützen seiner Herrschaft in Mittelitalien verloren. Der Zerfall des gesamten Machtblocks drohte, denn Byzanz hatte seine Ansprüche auf die Oberhoheit über die langobardischen Fürstentümer nicht aufgegeben. Otto II. versuchte nach dem Tod Pandulfs, die langobardischen Fürstentümer politisch wie kirchlich seiner Herrschaft zu unterwerfen. Bei zahlreichen Aufenthalten sprach er Recht und griff massiv in das herrschaftliche Gefüge ein.
Auch das Verhältnis zu Venedig wurde neu geordnet. Der seit 959 regierende Doge Pietro IV. hatte sich an Otto I. angelehnt, der ihn wiederum dazu veranlasst hatte, ihm Tribut zu leisten – im Tausch gegen den Zugriff auf die Kirchengüter in seinem Gebiet. Doch nach Pietros Ermordung im August 976 beherrschten wechselnde Gruppierungen Venedig. Als die weiterhin Otto II. loyale Familie Coloprini mit den pro-byzantinischen Morosini und Orseolo in Konflikt geriet, wandte sie sich an Otto. Ohne Rücksicht auf die beinahe 170 Jahre anhaltende Periode gütlichen Einvernehmens verhängte Otto mehrere Handelsblockaden gegen die Inselrepublik. Während die erste im Januar oder Februar 981 – also gleich nach seiner Ankunft in Italien – angeordnete Blockade kaum Wirkung zeigte (vgl. Wirtschaftsgeschichte der Republik Venedig), fügte die zweite, die im Juli 983 verhängt wurde, Venedig erhebliche Schäden zu und spaltete die herrschenden Familien der Republik. Die Unterwerfung Venedigs unter das Imperium schien nicht mehr unmöglich zu sein, wurde aber durch den frühen Tod Ottos II. verhindert.

### Klosterpolitik

Kaiser Otto II., sog. 4. Kaisersiegel. Umschrift: OTTO IMP(erator) AVG(ustus)

Mönchtum und Klöster nahmen in der Herrschaft Ottos eine bedeutende Stellung ein. Sie sollten als herrschaftstragende und -stabilisierende Faktoren im Reichsgefüge dienen. Um diesen Aufgaben nachzukommen, stärkte Otto ihre rechtliche Integrität und wirtschaftliche Unabhängigkeit gegenüber Adel und Episkopat. Unter ihm und seiner Gemahlin wurde Memleben durch die Gründung einer Benediktinerabtei aufgewertet. Das Kloster wurde reich mit Grundbesitz, Kirchen und Zehntrechten ausgestattet. Diese Maßnahmen und die ungewöhnliche Größe des Baus deuten vielleicht darauf hin, dass Memleben als Grabkirche des Kaiserpaares gedacht war.
Nach der Niederschlagung der Aufstände Heinrichs des Zänkers wurden die Klöster als Verwahrstätten für Hochverräter herangezogen. Während sein Vater in 37 Regierungsjahren mit St. Mauritius in Magdeburg nur ein einziges Kloster gegründet hatte, darf Otto II. für mindestens vier Klöster – Memleben, Tegernsee, Bergen bei Neuburg/Donau und Arneburg – den Rang des Gründers oder Mitstifters beanspruchen. Die aktive Einbindung des Mönchtums in die kaiserliche Politik bildete geradezu eine Grundkonstante in Ottos Verhältnis zum Klosterwesen, dessen Vertreter er mit zentralen politischen Funktionen betraute.
Otto zählte bedeutende Mönche wie Ekkehard von St. Gallen, Majolus von Cluny, Johannes Philagathos und Gregor von Cassano zu seinen politischen Beratern. Das Kloster St. Gallen wurde von Otto mit einer lebenslangen Fürsorge bedacht. Bereits in seinen ersten Regierungsjahren beabsichtigte Otto aus Sorge um sein Seelenheil und das seiner Gemahlin, Bruder der Mönche (societas et fraternitas) zu werden. Durch das Diplom vom 19. Januar 976 fand Otto Aufnahme in der Gebetsbruderschaft des Klosters St. Bavo. Damit war Otto gleichzeitig eine Gebetsbruderschaft mit dem Mönchskonvent eingegangen. 977 schloss ebenfalls das Nachbarkloster Blandigni eine Gebetsverbrüderung mit ihm.
Häufiger als seine beiden Vorgänger entschied er über die Besetzung der Abtswürden. In Italien berief Otto 982 drei enge Vertraute zu Äbten. Wohl im Spätsommer 982 wurde Gerbert von Aurillac Abt im Kloster Bobbio. Im selben Jahr wurde der kaiserliche Erzkanzler für Italien, Johannes Philagathos, in Nonantola zum Abt berufen, in Farfa erhielt vielleicht Ende 982 Adam von Casa aurea dieses Amt.

### Niederlage in Süditalien
Einen Anlass für ein militärisches Unternehmen in Süditalien boten die Angriffe der Sarazenen unter der Führung des Emirs Abu al-Qasim auf das süditalienische Festland. Durch den Tod des Pandulf Eisenkopf vergrößerte sich die von ihnen ausgehende Gefahr. Der Zug nach Süden wurde sorgfältig vorbereitet. Von geistlichen und weltlichen Großen aus Lothringen, Franken, Schwaben und Bayern wurden insgesamt 2100 Panzerreiter aufgeboten. Dabei wurden rund 80 % des Kontingents von geistlichen Institutionen gestellt.
Der Feldzug begann am Tag des Heiligen Mauritius (22. September). Otto konnte zunächst Salerno einnehmen, wo er das Weihnachtsfest feierte. Als Zeichen seiner hegemonialen Stellung und der Legitimität seines Vorstoßes auf byzantinisches Gebiet nahm er während der Belagerung Tarents im März 982 den Titel eines Kaisers der Römer, Romanorum imperator augustus, an. Dieser Kaisertitel sollte nach der Kaiserkrönung Ottos III. für alle westlichen Kaiser üblich werden. In Tarent feierte der Kaiser das Osterfest. In Rossano ließ er seine Gemahlin und den Hofstaat zurück, da nun ein Zusammenstoß mit den Truppen des Emirs Abu al-Qasim drohte. Am 15. Juli 982 kam es zur Schlacht am Kap Colonna. Die Schlacht ist bei Columna zu lokalisieren, nördlich von Reggio di Calabria. Zunächst war das ottonische Heer erfolgreich, der Emir fiel. Als sich die Schlachtreihen auflösten und man mit der Plünderung der Gefallenen begann, griffen jedoch sarazenische Reserven ein und vernichteten die kaiserlichen Truppen fast vollständig. Die Memorialzeugnisse mehrerer geistlicher Institutionen nennen lange Namensreihen der Gefallenen. Der Kaiser selbst geriet in höchste Lebensgefahr und konnte sich nur durch die Flucht auf ein byzantinisches Schiff retten. Nur knapp entging er dem Versuch der Schiffsbesatzung, ihn als Geisel zu nehmen. Otto gelang es vor Rossano, vom Schiff zu springen. Schwimmend erreichte er das rettende Ufer. Allein durch die Hilfe eines Mainzer Juden aus der Familie der Kalonymiden, der ihm ein Pferd überließ, konnte er entkommen.
Das Ergebnis der Schlacht galt bereits Zeitgenossen als eine Katastrophe, keiner von Ottos Vorgängern hatte je eine derartige Niederlage erlitten und so schmählich fliehen müssen. Für ein halbes Jahr setzte die Urkundentätigkeit des Kaisers praktisch aus, und über seine Handlungen in dieser Zeit ist kaum etwas überliefert. Die Sarazenen nutzten jedoch ihren Erfolg nicht zum weiteren Vordringen, sondern zogen sich nach Sizilien zurück. Nach der Niederlage erhielt Otto die Nachricht vom Tod Herzog Ottos von Schwaben sowie des fuldaischen Abtes Werinher, die wohl nicht im Zusammenhang mit der Schlacht von Crotone starben. Er zog sich über Capaccio, Salerno und Capua nach Rom zurück, wo er mehrere Monate blieb und auch das Weihnachts- sowie das Osterfest feierte.

## Krise des Reiches

### Thronfolgeregelung

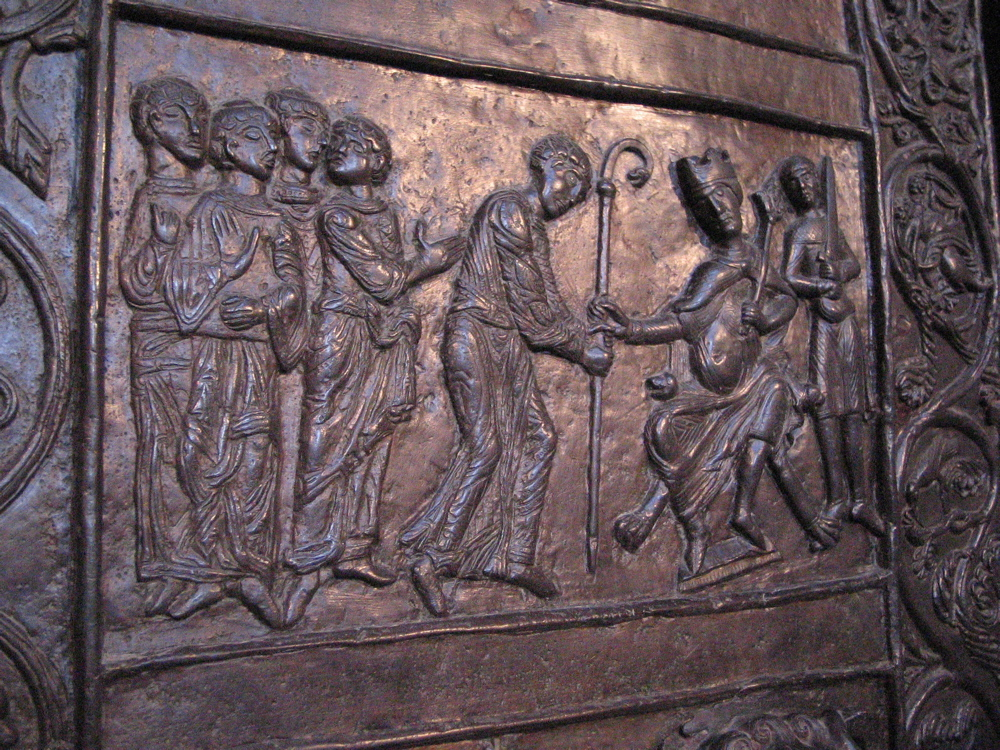
Kaiser Otto II. setzt Adalbert von Prag durch Überreichung des Bischofsstabes in sein geistliches Amt ein. Darstellung auf der Tür des Domes zu Gnesen, 12. Jahrhundert

Nach Erhalt der Unglücksbotschaft verlangten die im Reich verbliebenen Großen ein Treffen mit dem Kaiser. Zu Pfingsten 983 wurde ein Hoftag in Verona einberufen. Dort wurden die Herzogtümer Bayern und Schwaben neu besetzt. Nahezu alle in Verona gefassten Beschlüsse brachten der Fürstenopposition einen Machtgewinn. Deutlichstes Indiz war die Erhebung des bisher in der Verbannung befindlichen Luitpoldingers Heinrich des Jüngeren, eines Rebellen von 977, zum Herzog von Bayern. Das Herzogtum Schwaben erhielt Konrad aus dem Geschlecht der Konradiner. Der Tscheche Vojtěch, mit Taufnamen Adalbert, wurde zum Bischof von Prag bestellt und am 3. Juni vom Kaiser mit dem Stab investiert. Am 7. Juni wurden mit Venedig umfassende Abmachungen getroffen. Seeblockade und Handelskrieg wurden beigelegt. Die wichtigste Entscheidung der Großen Italiens und Deutschlands war die Wahl des dreijährigen Otto III. zum König. Der Grund, warum gerade zu dieser Zeit die Thronfolge des minderjährigen Königssohnes gesichert wurde, wird in den Quellen nicht genannt. Otto III. war der einzige römisch-deutsche König, der südlich der Alpen gewählt wurde. Möglich ist, dass die Verhältnisse in Süditalien nach der Niederlage eine rasche Entscheidung nahelegten. Mit den abziehenden Teilnehmern des Hoftages wurde das Kind über die Alpen geleitet, um am traditionellen Krönungsort der Ottonen, in Aachen, die Königsweihe zu empfangen.

### Slawenaufstand
983 erhoben sich die slawischen Stämme östlich der Elbe. Ob die Niederlage des kaiserlichen Heeres in Italien dabei eine Rolle spielte, ist nicht sicher nachzuweisen. Der Abodritenfürst Mistui vernichtete das Bistum Oldenburg und zerstörte Hamburg. Am 29. Juni wurde Havelberg überfallen, drei Tage später Brandenburg. Beide Bischofssitze mit ihren Kirchen wurden zerstört. Als Ursache für die Erhebung der Slawen führt Thietmar von Merseburg das überhebliche Auftreten des Markgrafen Dietrich an. Thietmar stellt aber auch einen unmittelbaren Zusammenhang zwischen der Aufhebung des Bistums Merseburg und dem Slawenaufstand her.
Einem sächsischen Heer unter der Führung des Erzbischofs Giselher von Magdeburg und des Bischofs Hildeward von Halberstadt gelang es in der Schlacht an der Tanger, den Vorstoß auf Magdeburg abzuwehren und die Slawen zum Rückzug über die Elbe zu zwingen. Die Folgen der slawischen Erhebung waren gravierend. Erst im 12. Jahrhundert konnten die Bistümer von ihren Bischöfen wieder aufgesucht werden. Nach der Aufhebung Merseburgs hatte das Erzbistum Magdeburg das zweite und dritte Suffraganbistum verloren und war selbst zur Bischofsstadt an einer gefährdeten Ostgrenze geworden. Die Erfolge christlicher Missionspolitik wurden zunichtegemacht, und die politische Kontrolle der Gebiete östlich der Elbe ging verloren. In kürzester Zeit war das Missions- und Ordnungswerk Ottos I. vernichtet. Das Gebiet der Slawen blieb, abgesehen vom sorbischen Bereich, für ein Jahrhundert der Christianisierung verschlossen.

### Früher Tod

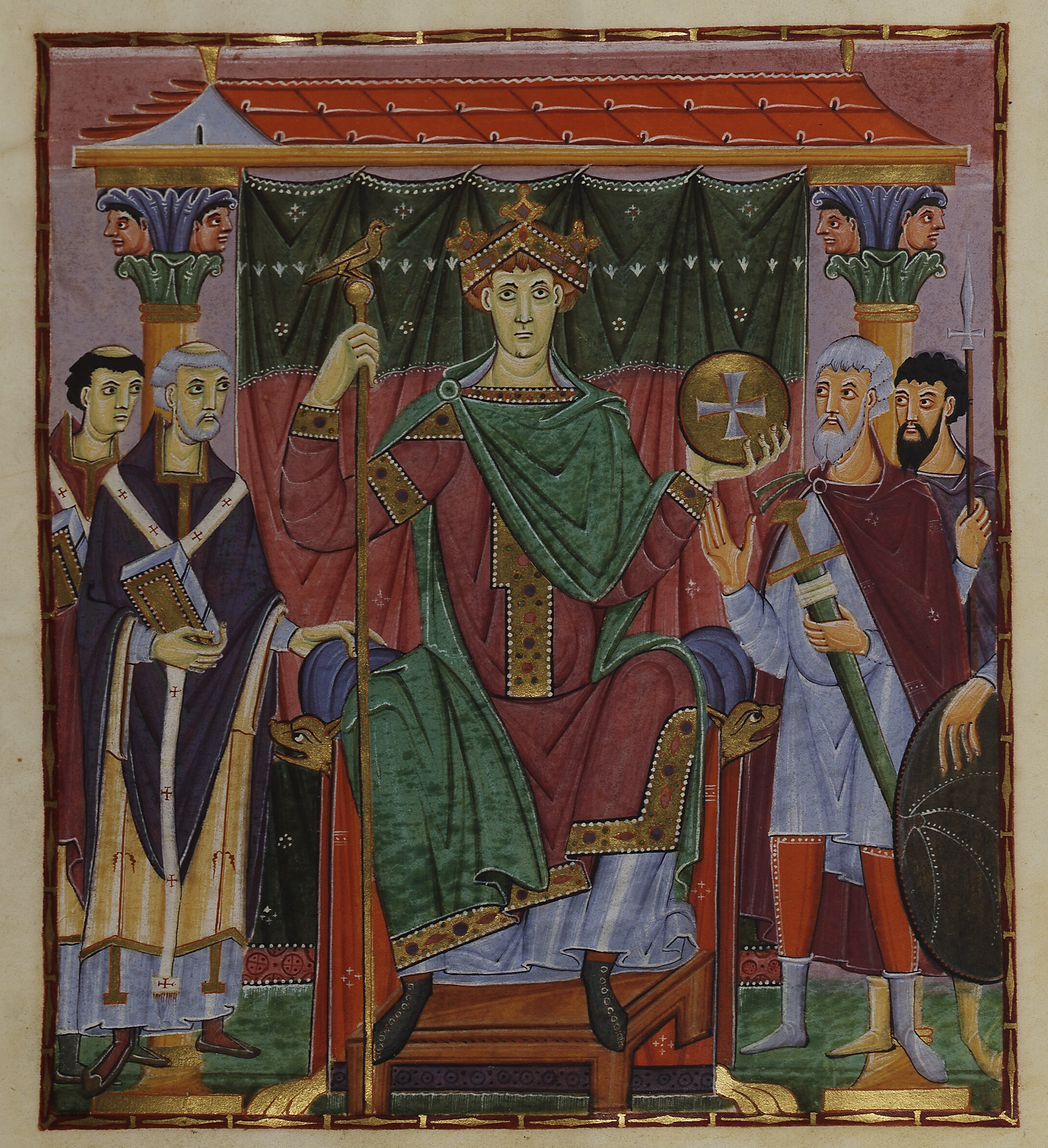
Otto III., der Nachfolger von Kaiser Otto II. Buchmalerei aus dem Evangeliar Ottos III. (Bayerische Staatsbibliothek, Clm 4453, fol. 24r)

Aus den letzten dreieinhalb Monaten Ottos ist kein Diplom überliefert. Im September ging er nach Rom, um dort einen Nachfolger für den im Juli verstorbenen Papst Benedikt VII. zu erheben. Mit seinem Kanzler Bischof Petrus von Pavia wurde eine Persönlichkeit Papst, die nicht aus dem Umfeld der römischen Kirche stammte.
Eine Malariainfektion verhinderte die erneute Aufnahme der militärischen Aktivitäten in Süditalien und führte zum Tod des Kaisers. Völlig unerwartet starb er im Alter von 28 Jahren am 7. Dezember 983, angeblich, nachdem Ärzte eine Durchfallerkrankung mit hohen Gaben von Aloe bekämpft hatten. Das Überraschende des Todes betont noch der 1017 schreibende Alpert von Metz.
Otto verblieb lediglich noch die Zeit, sein Geld aufzuteilen. Er schenkte einen Teil seiner Mittel den Kirchen, den Armen, seiner Mutter, seiner Schwester Mathilde sowie seinen Dienern und adligen Gefolgsleuten. Vorbereitungen oder längerfristige Pläne zur Bestattung sind nicht bekannt. Von den Getreuen wurde Otto in der Vorhalle von St. Peter beigesetzt. Anders als seine Vorgänger und Nachfolger fand er seine letzte Ruhestätte in der Fremde und nicht an einem Ort, den er selbst gestiftet oder reich ausgestattet hatte, um seine Memoria liturgisch zu sichern. Das Grab geriet bald in Vergessenheit. Während des monumentalen Umbaues des Petersdomes ab 18. April 1506 wurden im Jahre 1609 Ottos Gebeine aus dem alten Sarkophag in einen einfachen, mit Stuck verschlossenen Marmorsarg gelegt. Erst nach der Fertigstellung des Langhauses durch Carlo Maderno im Jahre 1614 konnte Ottos Marmorsarg am 23. April 1618 in den vatikanischen Grotten nahe dem Grab seines Verwandten, des Papstes Gregor V., beigesetzt werden.
Der dreijährige Sohn Otto III. wurde drei Wochen nach dem Tod seines Vaters am Weihnachtsfest des Jahres 983 in Aachen zum König geweiht. Während die Konsekration durchgeführt wurde, traf die Nachricht vom Tod seines Vaters ein. Durch die ungelösten Probleme in Süditalien und durch die vom Slawenaufstand ausgelöste dramatische Situation an der Ostgrenze des Reichs war die politische Lage ausgesprochen labil und hätte einen tatkräftigen Herrscher erfordert. Dies ließ zahlreiche Bischöfe vor der längeren Herrschaft eines unmündigen Kindes zurückschrecken. Währenddessen weilten die Kaiserinnen Theophanu und Adelheid sowie Ottos Tante Mathilde ein halbes Jahr in Italien und kehrten erst zurück, als sich eine Lösung in der Nachfolge abzeichnete.
Nach dem Tod Ottos II. wurde Heinrich der Zänker von Bischof Folkmar von Utrecht aus der Haft entlassen und ließ sich entsprechend dem Verwandtschaftsrecht (ius propinquitatis) das dreijährige Kind von Erzbischof Warin von Köln, dem Otto III. zur Erziehung anvertraut war, aushändigen. Heinrichs Aktivitäten zielten dabei weniger auf die Wahrnehmung der Vormundschaft für das Kind, sondern vielmehr auf Teilhabe an der Königsherrschaft – ob anstelle Ottos III. oder durch eine Art Mitherrschaft, ist ungewiss. Doch konnte Heinrich in Verhandlungen mit den sächsischen und fränkischen Großen keinen ausreichenden Anhang für seine Pläne mobilisieren. Heinrich scheute davor zurück, seine Ansprüche auf das Königtum gewaltsam durchzusetzen, und übergab am 29. Juni 984 im thüringischen Rohr das königliche Kind seiner Mutter. Damit entsagte er demonstrativ allen Ansprüchen auf die Königsnachfolge.
Für die Zeit der Regentschaft wurde Theophanu die wichtigste der dominae imperiales. Einmal zog sie während ihrer Regentschaft nach Italien. Am 7. Dezember 989, dem Todestag ihres Gatten, weilte sie an seinem Grab und kümmerte sich um seine Memoria. Nach Theophanus Tod (991) übernahm Adelheid die Regentschaft für Otto III. Die Regentschaft der Kaiserinnen blieb von größeren Konflikten verschont. Ihrer wichtigsten Herrscheraufgabe, der Friedenswahrung, wurden sie gerecht.

## Nachwirkung

### Otto II. im Urteil der Ottonen und Salier
Die konkreten Misserfolge, wie Ottos Niederlage gegen die Sarazenen, der große Slawenaufstand und die Aufhebung des Bistums Merseburg, prägten das Urteil der ottonischen Geschichtsschreiber und modernen Historiker gleichermaßen. Selten folgten im Mittelalter so eindeutige Zeichen nach einer kirchenpolitischen Entscheidung, der Aufhebung des Bistums Merseburg, die sich nach den Vorstellungen der Zeit als Ausdruck des Zorns Gottes interpretieren ließen.
Für den Chronisten Thietmar von Merseburg, der die Herrscher an ihrer Einstellung zum Bistum Merseburg bemisst, begann mit Otto II. im Reich eine Zeit der Krise und Umgestaltung, eine nova norma. Insbesondere die Aufhebung des Bistums Merseburg warf in dieser Perspektive einen dunklen Schatten auf die Herrschaft des Kaisers. Der große Slawenaufstand, der unglückliche Feldzug nach Süditalien mit der verlustreichen Niederlage bei Cotrone und schließlich der überraschende Tod des erst 28-jährigen Herrschers waren für Thietmar Folgen der „Sünde“ Ottos II., Merseburg aufzulösen. Doch führte Thietmar das Unglück, welches Ottos Herrschaft am Ende seines Lebens heimsuchte, nicht auf den Herrscher, sondern auf die Sünden der Menschen (nostris criminibus) zurück. Thietmar verwendete insbesondere Träume, Erscheinungen, Visionen, um im Interesse Merseburgs zu argumentieren und um Kritik an Otto II. zu üben.
Brun von Querfurt kritisierte überstürztes Handeln und einen folgenreichen Irrglauben, er müsse als König alles durchsetzen, was er wolle. Die Aufhebung des Bistums Merseburg bezeichnete Brun als Sünde gegen den Schutzheiligen der Merseburger Kirche, den heiligen Laurentius (cap. 12). Die regelmäßigen Niederlagen des Kaisers waren demnach eine Strafe für die Sünde gegen den Heiligen. Brun kritisierte aber auch Ottos falsche Prioritätensetzung. So habe er gegen die karolingischen Franken gekämpft statt gegen die Heiden (cap. 10).
Die von Otto II. im Krisenjahr 974 in Auftrag gegebene Mathildenvita beabsichtigte nachzuweisen, dass er der legitime Thronerbe und damit alleiniger Inhaber einer unteilbaren Königsgewalt sei. Sie schließt nicht mit dem Tod der heiligmäßigen Herrscherin, sondern gipfelt im Übergang der Herrschaft Ottos I. an seinen Sohn am 7. Mai 973, den der Autor durch die gleiche Tugend ausgezeichnet sah wie dessen Eltern und Großeltern. Otto II. wurde als der bedeutendste Nachfahre eines ruhmreichen Königsgeschlechts präsentiert.
Die systematische Förderung von Mönchtum und Klöstern führte dazu, dass die Mönche im Reich und in Italien über seinen Tod hinaus Ottos gedachten. Die cluniazensischen Klöster schlossen ihn und seine Mutter Adelheid als familiares in ihr Totengedenken ein. Doch nahmen weder die Nachfolger Otto III. noch Heinrich II. in ihren Diplomen auf die Grablege ihres Vorgängers Bezug. Otto III. realisierte in Essen für seinen Vater eine Memorialstiftung, die bereits Theophanu veranlasst hatte und die seine Verwandte Mathilde ausführte. Das Grab in der Peterskirche wurde nicht vergessen, der erste salische Herrscher Konrad II. ließ 1027 den im Vorfeld der Kaiserkrönung in Rom bei Straßenkämpfen gefallenen schwäbischen Grafen Berengar neben Otto II. im Atrium der Peterskirche beisetzen.

### Nachleben im Hoch- und Spätmittelalter
Humbert von Silva Candida ließ in der von ihm verfassten Lebensbeschreibung Gerhards von Toul den 1050 heiliggesprochenen Bischof am Kaisergrab ein langes Gebet verrichten. Doch schon seit den 80er Jahren des 11. Jahrhunderts wurde Ottos Grab in keiner Beschreibung des Atriums von St. Peter mehr erwähnt. Ottos Memoria trat hinter der gewaltigen Memoria der Päpste zurück. Von der Mitte des 11. Jahrhunderts an wurde die Epoche der Ottonen als abgeschlossene, von der Gegenwart getrennte, weit zurückliegende Epoche betrachtet. Die Herrschaft Ottos II. wurde vielfach nur noch als ein Teil der Epoche gesehen, aus der die einzelnen Kaiserpersönlichkeiten nicht mehr herausragten. Das negative Urteil über ihn ist nur noch in wenigen Werken zu finden. Unberührt davon blieb die lokale Tradition. In Sachsen wurde unter dem Einfluss der Hersfelder und Hildesheimer Annalentradition am negativen Bild des Kaisers festgehalten.
Die Flucht und Rettung Ottos II. vor den Sarazenen im Jahre 982 fand schon früh Eingang in die Sage und in Geschichtswerke. Den Höhepunkt erreichte die Ausgestaltung dieser Episode im 12. Jahrhundert. Es bildeten sich verschiedene Variationen der Erzählung, wie sich der Kaiser vom Schlachtfeld rettete. So sollen die Schiffsleute verlangt haben, dass er sich mit Gold im Gewichte seines Körpers auslöse. Erzählt wurde auch, dass einer seiner Krieger ihm das Traurige seiner Lage durch die Erinnerung an frühere Siege vorgehalten habe oder dass der Kaiser nach dem Sprung ins Wasser von Zweien verfolgt wurde. Den Einen habe er ertränkt, der Andere sei daraufhin geflohen. Nach einer anderen Version wurde Otto durch einen vergifteten Pfeil verwundet, und sein Leben konnte nur durch die Kunst der Ärzte um ein halbes Jahr verlängert werden.

### Forschungsgeschichte
Im 19. Jahrhundert hat Albert Hauck das schärfste negative Urteil über Otto vertreten. Hauck polemisierte in seiner Kirchengeschichte: „Da er (sc. Otto II.) sich für vielerlei interessierte, hielt man ihn für ein Genie: in Wirklichkeit charakterisiert ihn die Verbindung von übergroßem Selbstgefühl und geringem Talent“. Das Ungenügende in Ottos Politik sah Hauck nicht dadurch bedingt, „daß er auf Verhältnisse traf, deren Übermacht er nicht zu brechen vermochte, sondern dadurch, daß er hinter dem zurückblieb, was die Lage von ihm forderte.“
Doch übernahmen schon im 19. Jahrhundert nicht alle Historiker das Bild des unselbständigen, leichtsinnigen und ruhmsüchtigen Jünglings. Neben der Skepsis gegenüber den Quellen trug dazu auch die romantische Mittelalterverherrlichung bei. Wilhelm Giesebrecht fällte 1840 in den „Jahrbüchern des deutschen Reiches“ ein sehr günstiges Urteil. Ottos jugendliche Eigenschaften werden lobend hervorgehoben. Gerade in der Jugend des Herrschers sieht Giesebrecht einen Grund, um die raschen Entschlüsse und die Selbstherrlichkeit zu entschuldigen. „Alles in allem“ sei es „das Bild eines glücklich begabten, edlen, kecken Jünglings in der Kaiserkrone, das vor unseren Augen steht.“
Die bis heute letzte umfassende Würdigung von Ottos Person und Herrschaft stammt aus dem Jahre 1902 von Karl Uhlirz. Für ihn waren die Aufhebung des Bistums Merseburg und die Auseinandersetzungen mit Adelheid die wesentlichen Ursachen für die negative Beurteilung des Kaisers in den Quellen. Uhlirz' eigenes Urteil fällt außerordentlich positiv aus. Otto habe seine historische Aufgabe bewältigt und die Stellung des Reiches behauptet. Sein einziger Misserfolg, der Kampf gegen die Sarazenen, könne nicht als endgültiges Ergebnis einer abgeschlossenen Episode betrachtet werden. Es hätten vielmehr gute Aussichten für einen Erfolg in Süditalien bestanden. Uhlirz charakterisiert Ottos Regierung als kraftvoll und mächtig und vergleicht den Kaiser mit Heinrich VI., der ebenfalls vom Schicksal mitten aus seinen Plänen gerissen worden sei.
Robert Holtzmann betonte in seiner „Geschichte der sächsischen Kaiserzeit“ die Diskrepanz zwischen Ottos hoher Selbsteinschätzung und seinem unüberlegten Handeln, aus der „manche vorschnelle Entscheidung“ entsprungen sei: „Die jugendliche Ungeduld, die dem Kaiser zu eigen war, trägt mit die Schuld an dem letzten Unglück der beiden kummerreichen Jahre, seinem vorzeitigen Tod.“
Nach dem Zweiten Weltkrieg zog Manfred Hellmann 1956 trotz der Niederlage von Cap Colonna und des Slawenaufstandes ein positives Fazit, da „Otto II. im Osten, aber auch im Westen und nicht zuletzt im Süden das Erbe des Vaters gewahrt habe, dessen Politik fortgeführt und seinem Hause die Herrschaft diesseits und jenseits der Alpen gesichert“ habe. Historiker wie Fritz Ernst oder Helmut Beumann übten in ihren Handbuchdarstellungen Zurückhaltung. Sie verzichteten auf ein Urteil, charakterisierten stattdessen die Quellen und wiesen auf die ungünstige Situation Ottos vor dem Hintergrund der zeitgenössischen Geschichtsschreibung hin.
Otto erhielt weder 1967, als man seiner Kaiserkrönung hätte gedenken können, noch 1973, als sich der Beginn seiner Alleinherrschaft zum tausendsten Male jährte, noch zehn Jahre später, als sein Todestag Anlass für eine Memorialfeier geboten hätte, größere Aufmerksamkeit in der Öffentlichkeit. In jüngeren Forschungsbeiträgen wurde er oftmals unter der Fragestellung behandelt, ob er „eines großen Vaters glückloser Sohn“ gewesen sei. Die Beurteilung fiel dabei günstig aus. Um Otto adäquat beurteilen zu können, untersuchte Hubertus Seibert (2001) seine Herrschaftspraxis sowie seine Herrschaftsvorstellungen und Ziele. Als herrscherliche Aktivitäten stellte Seibert unter anderen Ottos „Bemühungen um Zentralisierung der Herrschaftsgewalt und Bündelung der Kräfte zu größeren Einheiten“, „daß er den Amtscharakter der Herzogtümer neuerlich zur Geltung brachte“ und die „machtvolle Durchsetzung seines Anspruchs auf die Hegemonie über ganz Italien“ fest. Nach Rudolf Schieffer (2002) wurde Otto von seinem Vater kurzgehalten, blieb aber dennoch ein loyaler Sohn und beabsichtigte, mehr als er zu vollbringen, wobei er auch gewisse Erfolge erzielen konnte. Gerd Althoff und Hagen Keller kamen 2008 zu einem differenzierteren Urteil. Sie betonten, dass man der Leistung Ottos nur gerecht werden könne, wenn man die schwierige Situation am Beginn seiner Herrschaft würdige. Ungelöst waren Probleme aus der Zeit seines Vaters: die Herrschaft über Italien, die Spannungen in der sächsischen Adelsgesellschaft und die von Konflikten begleiteten Gründungen der Bistümer im östlichen Sachsen. Zudem musste der neue König erst seinen Vorrang im Kreis der oft älteren Herrschaftsträger durchsetzen, die seinem Vater nahe verbunden gewesen waren. Tina Bode legte 2015 mit ihrer Dissertation eine neue Deutung von Ottos Herrschaft vor, die sie anders als die ältere Forschung als erfolgreich beurteilt. Sie zeigt dies anhand von drei Vorgängen: der Einführung eines völlig neuartigen Titelmonogramms (seit 975), der Herzog Otto von Schwaben und Bayern wurde in den Urkunden hervorgehoben, als Verwandter wurde sein Einfluss ausgebaut und damit das Bestehen der ottonischen Dynastie abgesichert sowie am erkennbar engeren Zusammenwachsen der beiden Reichsteile nördlich und südlich der Alpen beispielsweise durch vermehrte Urkundung für nordalpine Empfänger im Süden.